# Thomas Schneider
Thomas Schneider (Rheinhausen, 24 novembre 1972) è un allenatore di calcio ed ex calciatore tedesco, di ruolo difensore.

## Palmarès

### Giocatore
- Campionato tedesco: 1

Stoccarda: 1991-1992
- Coppa di Germania: 1

Stoccarda: 1996-1997
- Supercoppa di Germania: 1

Stoccarda: 1992